# Circonscription d'Arabi
La circonscription d'Arabi est une ancienne circonscription législative de l'État fédéré Somali, elle se situe dans la Zone Jijiga. Son représentant de 2005 à 2010 a été Abdi Mohammed Kelnile.